# 기금회계
기금회계(영어: fund accounting)란 비영리회계 중에서 각종 기금의 운용과 관련된 분야를 말한다.
기금 회계는 기부자, 지원 기관, 관리 기관 또는 기타 개인이나 조직 또는 법률에 의해 사용이 제한된 자원을 기록하기 위한 회계 시스템이다. 수익성보다는 책임성을 강조하며 비영리 단체와 정부에서 사용한다. 이 방식에서 펀드는 자체 균형 계정 집합으로 구성되며 각 계정은 제공자가 부과한 제한에 따라 제한 없음, 임시 제한 또는 영구 제한으로 보고된다.
기금회계라는 레이블은 투자 회계, 포트폴리오 회계 또는 증권 회계에도 적용되었다. 모든 동의어는 뮤추얼 펀드와 같은 투자 펀드에서 보유한 증권, 상품 및 부동산과 같은 투자 포트폴리오를 설명하는 프로세스를 설명한다. 그러나 투자 회계는 정부 및 비영리 기금 회계와 관련이 없는 다른 시스템이다.

## 같이 보기
- 비영리회계